# GOES 18
O GOES 18 (chamado GOES-T antes de atingir a órbita) é o terceiro da nova geração de satélites meteorológicos operado pela National Oceanic and Atmospheric Administration (NOAA) dos Estados Unidos, dando sequencia ao sistema GOES. Os novos satélites da série (GOES 16, 17, 18, e 19) estenderam a disponibilidade do sistema GOES de satélites até 2036. O satélite foi construído pela Lockheed Martin, sendo baseado na plataforma A2100A e tem uma expectativa de vida útil de 15 anos (10 operacionais, após cinco anos de reposição em órbita).

## Lançamento
O satélite foi lançado com sucesso ao espaço em 1 de março de 2022, por meio de um veículo Atlas V, a partir da Estação da Força Aérea de Cabo Canaveral, na Flórida. Ele tinha uma massa de lançamento de 5.190  kg.